# Люффа остроребристая
Лю́ффа остроребри́стая, или Лю́ффа гра́нистая (лат. Luffa acutangula) — вид растений из рода Люффа (Luffa) семейства Тыквенные (Cucurbitaceae). Произрастает в Индии и Пакистане, натурализована во многих других странах с тропическим и субтропическим климатом.

## Ботаническое описание
Однолетняя лиана длиной 3—6 метров с шероховатыми на рёбрах пятигранными стеблями, цепляющимися за опору с помощью разветвлённых (обычно трёхраздельных) усиков. Листья до 20 см в окружности, 5—7-угольные или почти лопастные, на черешках длиной 8—12 см.
Цветки раздельнополые, с пятью бледно-жёлтыми лепестками длиной около 2 см. Тычиночные цветки собраны в кистевидные соцветия по 17—20 цветков, пестичные — одиночные, расположены в пазухах того же листа, что и тычиночные.
Плоды булавовидные, длиной до 30 см, диаметром 6—10 см, с выступающими продольными рёбрами. У молодых плодов мякоть сочная, чуть сладковатая, по вкусу напоминает огурец, по мере поспевания плода становится сухой и волокнистой. После высыхания спелого плода внутри остаётся волокнистая «губка» из переплетённых проводящих пучков.
Семена многочисленные, сплюснуто-яйцевидные, длиной около сантиметра, морщинистые, в спелом состоянии желтовато-чёрные или чёрные.

## Значение и применение
Молодые плоды люффы остроребристой едят сырыми, варёными или тушёными, добавляют в различные блюда, консервируют.
Губку, извлечённую из высохших спелых плодов, используют для изготовления мочалок для мытья, как наполнитель для матрацев. Прессованную губку используют в качестве фильтров или изоляционного материала, изготавливают из неё коврики, головные уборы и т.п.